# Apterogyna
Apterogyna  (лат.) — род жалящих перепончатокрылых насекомых семейства Bradynobaenidae подотряда стебельчатобрюхие (Apocrita).

## Строение
Внешне похожи на ос-немок (Mutillidae). Длина от 5 до 15 мм. Имеют резкий половой диморфизм: самки бескрылые, самцы крылатые. Голова и грудь самок (♀) обычно рыжие, брюшко полностью или частично чёрное; тело самцов (♂) обычно чёрное, иногда брюшко частично красное; глаза самок (♀) расположены над средней линией головы, а у самцов они ближе к затылочным углам; переднее крыло с замкнутой брахиальной ячейкой.

## Биология
Обитают в засушливых регионах. Предположительно, их личинки являются эктопаразитоидами.

## Распространение
Старый Свет: Африка (26 видов), Азия (13). В Европе — 4 вида (A. dorsostriata, A. lateritia, A. mlokosewitzi, A. volgensis). В Палеарктике 15 видов, в России — 2 вида. Для бывшего СССР приводилось 5 видов (два — в Европейской части).

## Классификация
Известно около 40 видов.
- Apterogyna alfierii Invrea
- Apterogyna arzoneae Pagliano, 2002
- Apterogyna berlandi Invrea, 1953
- Apterogyna carellii Pagliano, 2002
- Apterogyna casalei Pagliano, 2002
- Apterogyna climene
- Apterogyna concii Invrea, 1967
- Apterogyna cybele
- Apterogyna dorsostriata André, 1898
  - = Apterogyna alluadi Invrea, 1953 = Apterogyna invreai Suarez, 1969 = Apterogyna turkestana Skorikov, 1935
- Apterogyna esterinae Pagliano, 2002
- Apterogyna flavicapillata Soliman & Gadallah, 2015
- Apterogyna grandii Invrea, 1956
- Apterogyna guidoi Pagliano, 2002
- Apterogyna gusenleitneri Pagliano, 2002
- Apterogyna hessei Invrea, 1957
- Apterogyna hogenesi Pagliano, 2002
- Apterogyna karroa
- Apterogyna kochi (Invrea, 1957)
- Apterogyna lateritia Morawitz, 1890
  - = Apterogyna judaica Invrea, 1950 = Apterogyna nonveilleri Invrea 1957 = Apterogyna palestinensis Invrea 1965 = Apterogyna scutellaris Invrea 1965 = Apterogyna stancici Invrea 1959 = Apterogyna taurica Panfilov 1954 = Apterogyna wahrmani Invrea 1965
- Apterogyna latreillei Klug, 1829
- Apterogyna mateui Giner Marí, 1945
- Apterogyna mickeli Giner Marí, 1945
- Apterogyna miniaticornis Enderlein, 1901
  - = Apterogyna rhodesia Peringuey, 1914
- Apterogyna mlokosewitzi Radoszkowski, 1880
  - = Apterogyna nigra Dover, 1924 = Apterogyna volgensis Panfilov, 1954[1]
- Apterogyna mocsaryi André, 1905
- Apterogyna mutilloides Smith, 1855
- Apterogyna nadezdae Invrea, 1965
- Apterogyna olivieri Latreille, 1809
- Apterogyna oshaibahi Soliman & Gadallah, 2015
- Apterogyna perspicua Invrea, 1957
- Apterogyna shadaensis Soliman & Gadallah, 2015
- Apterogyna similis Soliman & Gadallah, 2015
- Apterogyna vanharteni Pagliano, 2011
- Apterogyna windhoeka Pagliano, 2002
- другие

## Фотогалерея

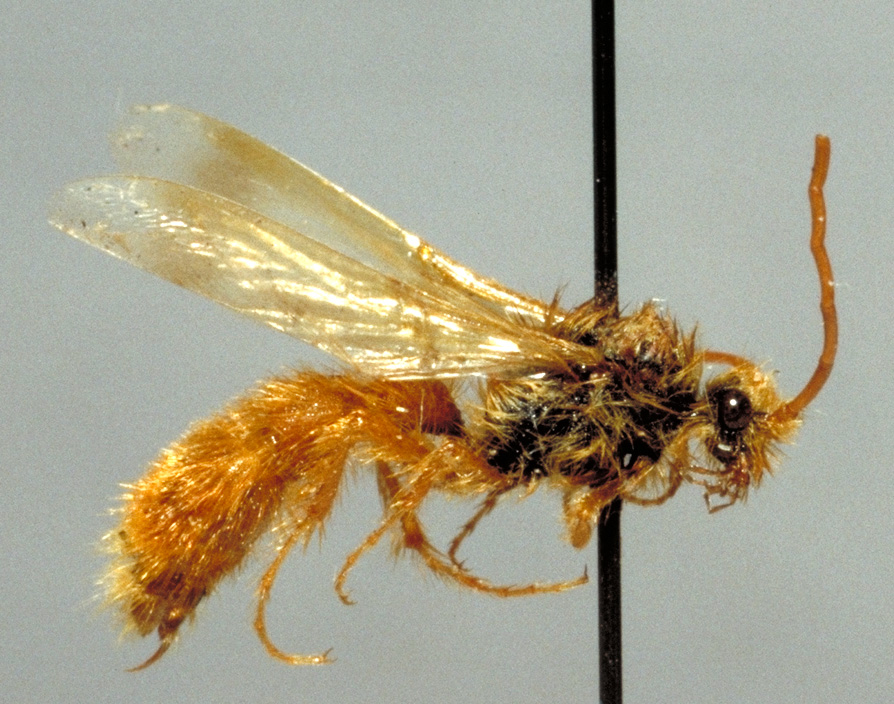
Apterogyna schutzei, самец
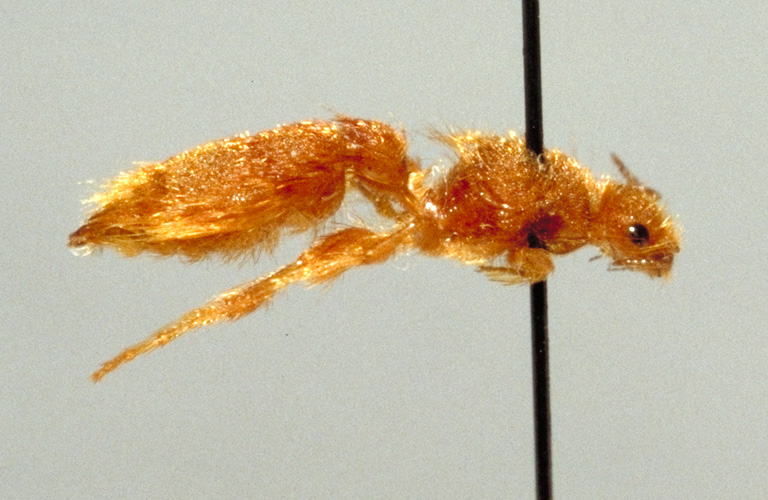
Apterogyna schutzei, самка